# Arthur Rackham

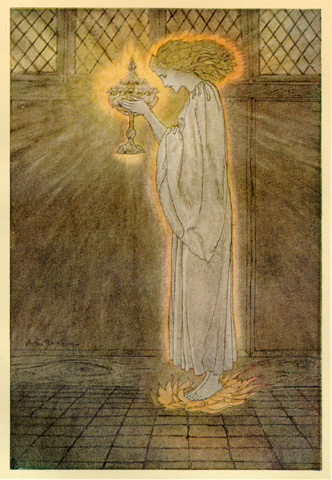
"How at the Castle of Corbin a Maiden Bare in the Sangreal and Foretold the Achievements of Galahad", ilustración de Arthur Rackham para The Romance of King Arthur and His Knights of the Round Table de A. W. Pollard (1917).

Arthur Rackham (Lewisham, Kent; 19 de septiembre de 1867-Limpsfield, Surrey; 6 de septiembre de 1939) fue un ilustrador y traductor británico de libros en los idiomas inglés y español.

## Biografía
Nació en Londres, en el seno de una familia con 12 hijos. A los 18 entró como oficinista en la Westminster Fire Office al tiempo que estudiaba en la Escuela de Arte de Lambeth. En 1892 dejó el trabajo de oficinista y comenzó a colaborar en The Westminster Budget como reportero e ilustrador. Sus primeras ilustraciones fueron publicadas en 1883, aunque no tenían todavía el sesgo fantástico y alucinado que luego le fue tan propio: aún no había encontrado su estilo, y no tuvo un éxito suficiente como para poder elegir los libros que quería ilustrar. La primera manifestación de su gusto por un cierto preciosismo formal encontró su expresión en la edición ilustrada de The Dolly Dialogues de Anthony Hope, en 1894. Desde ese momento hasta su muerte en 1939 ilustró innumerables libros.
En 1903 se casó con Edyth Starkie (1867-1941), con quien tuvo una hija, Barbara (1908-1993).

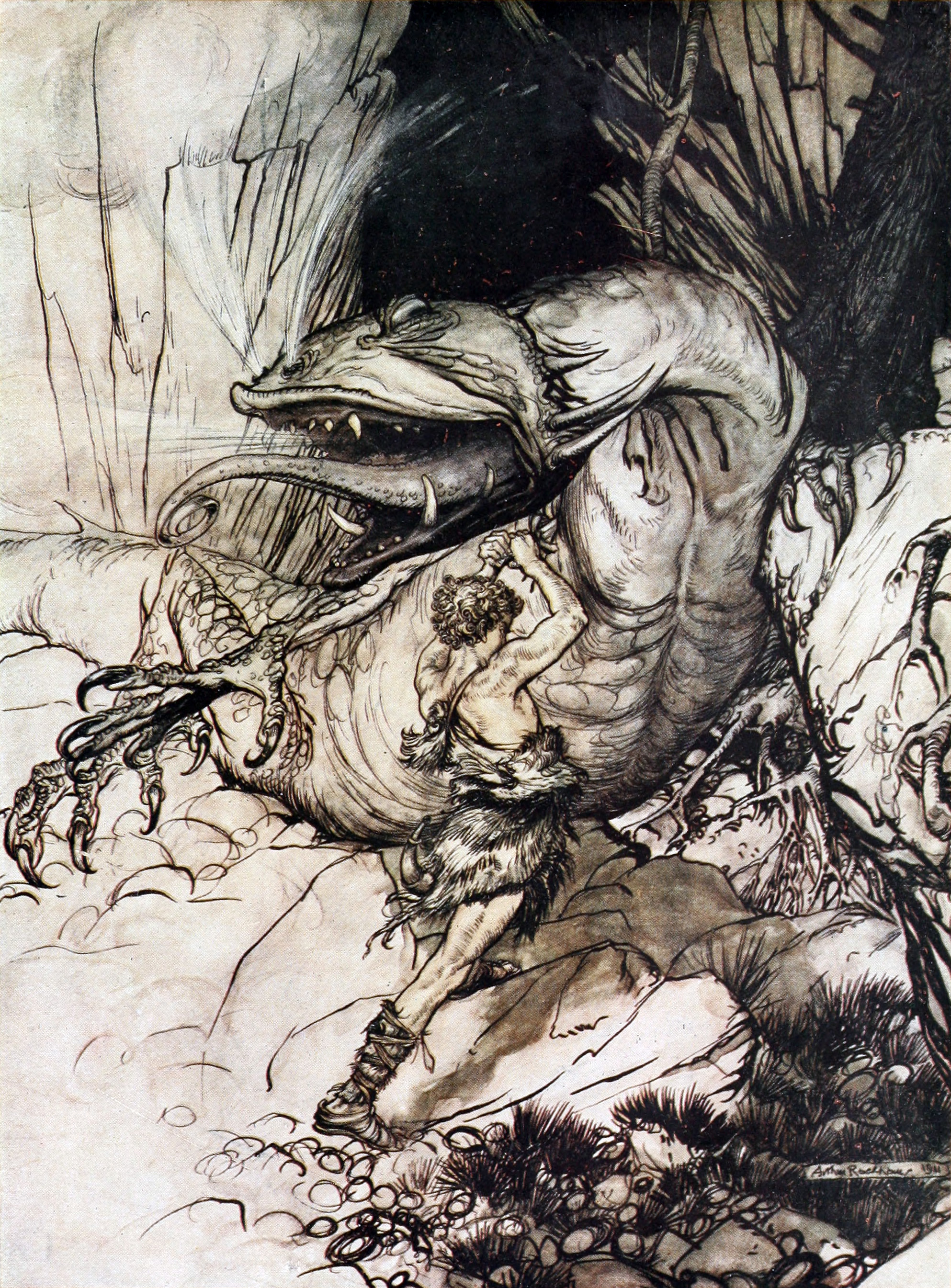
Sigurd mata a Fafner, ilustración de Arthur Rackham.

Rackham ganó una medalla de oro en la Exhibición Internacional de Milán en 1906 y otra en la Exposición Internacional de Barcelona en 1911. Sus trabajos fueron objeto de varias antologías en numerosas exposiciones, incluyendo una en el Louvre en París en 1914. Miembro de la Royal Watercolour Society, fue nombrado maestro de la Art Workers' Guild en 1919. Y colaboró en las revistas para niños Little Folks y Cassell's Magazine. 
Arthur Rackham murió en 1939 de cáncer en su casa de Limpsfield, Surrey.
Entre sus trabajos más conocidos figuran libros infantiles como los Cuentos de los hermanos Grimm (1900), Rip van Winkle (1905), Peter Pan (1906) y Alicia en el país de las maravillas (1907), entre otros. Pero también realizó ilustraciones para libros orientados hacia lectores adultos, como El sueño de una noche de verano (1908), Undine (1909), The Rhinegold and the Valkyrie / El oro del Rin y la Valkiria (1911) y otros libros de cuentos de hadas, además de varias sobre los relatos de Edgar Allan Poe y The Ingolsby Legends ou Mirth and Marvels de Thomas Ingoldsby (William Heinemann, 1919).

## Libros traducidos al español
- El Corsario Negro - Emilio Salgari (1913)
- La Reina De Los Caribes - Emilio Salgari (1915)
- Yolanda La Hija Del Corsario Negro - Emilio Salgari (1918)
- El viento en los sauces - Kenneth Grahame (1931)